# Jewgeni Minerafissowitsch Muratow
Jewgeni Minerafissowitsch Muratow (russisch Евгений Минерафисович Муратов; * 28. Januar 1981 in Nischni Tagil, Russische SFSR) ist ein  ehemaliger russischer Eishockeyspieler, der zuletzt beim HK Jugra Chanty-Mansijsk in der Kontinentalen Hockey-Liga unter Vertrag stand.

## Karriere
Jewgeni Muratow begann seine Karriere als Eishockeyspieler bei Neftechimik Nischnekamsk, für dessen Profimannschaft er von 1998 bis 2004 in der Superliga aktiv war. Einzig die Saison 1999/2000 beendete er bei dessen Ligarivalen Ak Bars Kasan. Im Anschluss an diese wurde er zudem im NHL Entry Draft 2000 in der neunten Runde als insgesamt 274. Spieler von den Edmonton Oilers ausgewählt, für die er allerdings nie spielte. Stattdessen blieb der Flügelspieler in seiner russischen Heimat und wechselte für die Saison 2004/05 zu Metallurg Nowokusnezk. Daraufhin verbrachte er zwei Jahre bei SKA Sankt Petersburg, ehe er im Sommer 2007 bei seinem Ex-Klub Neftechimik Nischnekamsk unterschrieb. Nach nur 22 Spielen verließ der ehemalige Junioren-Nationalspieler diesen jedoch bereits wieder und schloss sich dem HK Sibir Nowosibirsk an, für den er in den folgenden zweieinhalb Jahren zunächst in der Superliga, sowie ab der Saison 2008/09 in der neu gegründeten Kontinentalen Hockey-Liga auf dem Eis stand. 
Für die Saison 2010/11 wurde Muratow vom KHL-Aufsteiger HK Jugra Chanty-Mansijsk verpflichtet, ehe er seine Karriere 2011 beendete.   

### International
Für Russland nahm Muratow an den U20-Junioren-Weltmeisterschaften 2000 und 2001 teil. In 14 Junioren-Länderspielen erzielte er dabei acht Tore und gab fünf Vorlagen. Bei der U20-WM 2000 wurde er mit seiner Mannschaft Vizeweltmeister. Er selbst war mit sechs Toren bester Torschütze des Turniers und wurde in das All-Star Team der U20-WM gewählt.

## Erfolge und Auszeichnungen
- 2000 Silbermedaille bei der U20-Junioren-Weltmeisterschaft
- 2000 Bester Torschütze bei der U20-Junioren-Weltmeisterschaft
- 2000 All-Star Team bei der U20-Junioren-Weltmeisterschaft

## Statistik
(Stand: Ende der Saison 2010/11)